# Stenocora percornuta
Stenocora percornuta är en trollsländeart som beskrevs av Kennedy 1940. Stenocora percornuta ingår i släktet Stenocora och familjen Polythoridae. IUCN kategoriserar arten globalt som nära hotad. Inga underarter finns listade i Catalogue of Life.